# Baronia (Italia)
La Baronia è un comprensorio storico-geografico dell'Italia meridionale.

## Geografia

### Territorio
La Baronia si estende a cavallo della linea spartiacque appenninica, fra la medio-alta valle dell'Ufita e l'alto corso del Calaggio, quest'ultimo situato sul versante adriatico. La maggior parte del territorio e la quasi totalità dei centri abitati sono comunque collocati sul lato tirrenico.
Ne fanno parte nove comuni della provincia di Avellino: Carife, Castel Baronia, Flumeri, San Nicola Baronia, San Sossio Baronia, Scampitella, Trevico, Vallata e Vallesaccarda.
Ad eccezione di Flumeri e Vallata (da lungo tempo autonomi), i comuni della Baronia hanno costituito fino in età moderna un'unica entità amministrativa (la Baronia di Vico, nell'ambito del Principato Ultra del Regno di Napoli) e religiosa (la diocesi di Trevico, suffraganea dell'arcidiocesi di Benevento). Nel basso medioevo la Baronia si estese temporaneamente verso nord fino a comprendere i territori di Villanova, Zungoli, Accadia e Anzano; quest'ultimo rimase anzi legato alla Baronia fino al 1809.
Quasi tutto il territorio della Baronia è parte integrante della comunità montana dell'Ufita, avente sede in Ariano Irpino. Notevole è la rilevanza naturalistica del territorio: i boschi e sorgenti della Baronia costituiscono infatti una delle zone di protezione speciale della Campania.

### Clima
La Baronia è soggetta a un clima di tipo temperato-fresco, con inverni piuttosto freddi ed estati solo relativamente calde mentre le precipitazioni, alquanto modeste, tendono a concentrarsi in autunno-inverno ove non mancano le nevicate.

### Sismicità
L'intero territorio della Baronia è compreso nel distretto sismico dell'Irpinia.

## Storia
La presenza dell'uomo è attestata in Baronia sin dal V millennio a.C.; reperti archeologici a testimonianza di insediamenti umani preistorici sono stati infatti rinvenuti in località Isca del Pero di Castel Baronia, presso il fiume Ufita.
Notevoli anche i reperti di epoca sannitica, fra i quali spiccano quelli rinvenuti fra le numerose tombe e necropoli dell'area archeologica di Carife.
In epoca romana è già attestata l'esistenza di una villa denominata Trivicum (forse la frazione Civita di San Sossio Baronia) mentre i resti di un forum graccano sono stati rinvenuti nell'ampia valle dell'Ufita, in località Fioccaglie di Flumeri; il nome di tale insediamento rimane ignoto, ma si ipotizza che potesse corrispondere a Forum Aemilii considerato che da lì si dipartiva la via Aemilia.
Durante la dominazione dei Longobardi il territorio faceva parte del gastaldato di Quintodecimo, dipendente dal Ducato di Benevento, che nel 774 divenne Principato.
Nella seconda metà del XI secolo, in seguito alla conquista normanna dell'Italia meridionale, Roberto il Guiscardo, duca di Puglia, Calabria e Sicilia, istituì la Baronia di Vico, affidandone il governo al nipote Gradilone, che decise di fissare la sua residenza a Vico (l'attuale Trevico). Tale centro abitato, situato sulla cima di un monte a 1094 m s.l.m., era infatti ben attrezzato per la difesa e munito di un castello; tuttavia la notevole distanza dalle aree agricole circostanti, la carenza di fonti sorgive e il rigore degli inverni spinsero una parte cospicua della popolazione civile a trasferirsi progressivamente nei casali sparsi nel territorio, dai quali presero origine molti degli attuali comuni della Baronia.

## Società

### Lingue e dialetti
Accanto alla lingua italiana, nei comuni della Baronia è in uso una varietà del dialetto irpino, con piccole differenze tra una località e l'altra parzialmente attribuibili ad influssi gergali, sebbene l'unico gergo storicamente attestato è il ciaschino, in uso un tempo a Castel Baronia.

### Religione
Ad eccezione di Vallata, anticamente l'intero territorio della Baronia costituiva la diocesi di Trevico, poi (nel 1818) aggregata a quella di Lacedonia (di cui Vallata faceva già parte). A partire dal 1986 tutta la Baronia è parte integrante della diocesi di Ariano Irpino-Lacedonia.

## Economia
Le attività agro-silvo-pastorali rappresentano da sempre la base dell'economia locale. Tra i numerosi prodotti tradizionali delle aree propriamente montane spiccano la castagna di Trevico (di antiche origini), la patata di Trevico (impiantata agli inizi dell'Ottocento) e il prosciutto di Trevico (anch'esso attestato fin dall'Ottocento), tutte dotate di marchio PAT. Nelle fasce collinari domina invece la coltura dell'olivo di varietà Ravece, materia prima per la produzione di olio extravergine Irpinia - Colline dell'Ufita, che invece si fregia del marchio DOP. Infine, nelle aree di fondovalle prossime alla rete autostradale sono sorte alcune aree industriali, con aziende di piccola o media dimensione ad eccezione dell'Industria Italiana Autobus che occupa il grande impianto ex-Irisbus in Valle Ufita.

## Infrastrutture e trasporti

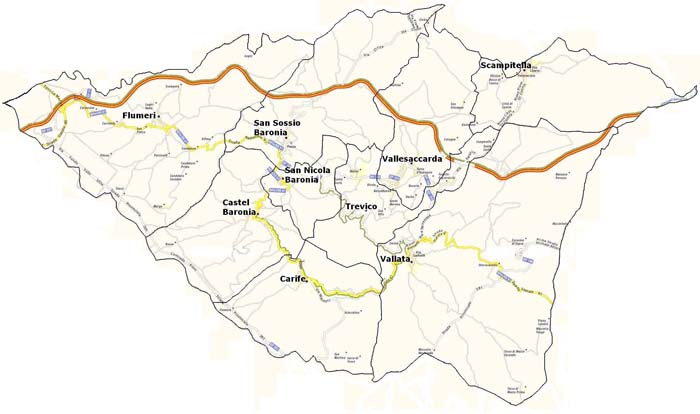
Mappa della Baronia

Il comprensorio è attraversato dall'autostrada A16 con i due caselli di Grottaminarda e Vallata. La viabilità interna è invece assicurata dall'ex strada statale 91, che attraversa o lambisce quasi tutti i comuni della Baronia.